# Liste der Seeinsel-Brücken in der Schweiz
Die Liste der Seeinsel-Brücken in der Schweiz enthält die Übergänge zu Seeinseln in der Schweiz.

## Brückenliste
| Bild | Brückenname                           | Insel              | See                | Ort (Lage)                | Funktion                    | Konstruktion    | Material    | Länge in m | Höhe m ü. M. | Bemerkungen |
| --- | ------------------------------------- | ------------------ | ------------------ | ------------------------- | --------------------------- | --------------- | ----------- | ---------- | ------------ | --- |
| | Heidenweg-Brücke                      | St. Petersinsel    | Bielersee          | Erlach (Lage)             | Strassenbrücke (zweispurig) | Balkenbrücke    | Stein Beton | 30         | 430          | Die Brücke wurde in den 1920er Jahren erstellt. Fahrverbot für Motorwagen, Motorräder und Motorfahrräder: Zubringerdienst gestattet (2003 wurde das Fahrverbot eingeführt). Höchstgeschwindigkeit 30 km/h, Höchstgewicht 18 t Hinweistafel: Springen auf eigene Gefahr! Der Übergang verbindet den Hafen in Erlach mit der St. Petersinsel. Der künstlich angelegte Durchstich ist für Boote passierbar. Die Kanuland-Route 80 Bielersee Kanu (Erlach–Biel (Nidau)) unterquert die Brücke. Die hindernisfreie Wanderland-Route 445 St. Petersinsel-Weg ist auch für Rollstuhlfahrer geeignet. Der besonders artenreiche Heideweg sowie die Wälder auf der Insel befinden sich im Naturschutzgebiet Heidenweg/St. Petersinsel (Auen, Amphibien und Flachmoore). Der vom Inselbauern bewirtschaftete Gutshof ist das einzige ganzjährig bewohnte Gebäude auf der Insel. |
| Bild gesucht Die Wikipedia wünscht sich an dieser Stelle ein Bild. Falls du dabei helfen möchtest, erklärt die Anleitung , wie das geht. | Île-du-Lac-de-Champex-Brücke          | Îles de Champex    | Lac de Champex     | Champex-Lac (Lage)        | Strassenbrücke (einspurig)  | Balkenbrücke    | Beton       | 30         | 1467         | Die Brücke wurde in den 1960er Jahren erstellt. Der Übergang verbindet das Festland mit der Insel. Das Wohngebäude Route du Lac 25 befindet sich auf der Insel. |
| Bild gesucht Die Wikipedia wünscht sich an dieser Stelle ein Bild. Falls du dabei helfen möchtest, erklärt die Anleitung , wie das geht. | Mittlere Île-du-Lac-de-Champex-Brücke | Îles de Champex    | Lac de Champex     | Champex-Lac (Lage)        | Fussgängerbrücke            | Balkenbrücke    | Beton       | 8          | 1467         | Der Übergang verbindet die grösste Insel mit der Mittelinsel. |
| Bild gesucht Die Wikipedia wünscht sich an dieser Stelle ein Bild. Falls du dabei helfen möchtest, erklärt die Anleitung , wie das geht. | Kleine Île-du-Lac-de-Champex-Brücke   | Îles de Champex    | Lac de Champex     | Champex-Lac (Lage)        | Fussgängerbrücke            | Balkenbrücke    | Beton       | 10         | 1467         | Der Übergang verbindet die Mittelinsel mit der kleinsten Insel. Westlich der Inseln befindet sich das Naturschutzgebiet Lac Champex (Flachmoore und Hochmoore). |
| | Schloss-Chillon-Brücke                | Île de Chillon     | Genfersee          | Veytaux (Lage)            | Fussgängerbrücke            | Gedeckte Brücke | Holz        | 14         | 385          | Die Schlossportal-Brücke ersetzte eine Zugbrücke und wurde 1750 als offener Übergang erstellt. 1790 wurde ein Dachaufbau hinzugefügt. Das Schloss ist denkmalgeschützt und befindet sich im regionalen Naturpark Gruyère Pays-d’Enhaut. |
| | Steg zur Picknickinsel                | Picknick-Insel     | Heidsee            | Valbella (Lage)           | Fussgängerbrücke            | Balkenbrücke    | Holz        | 10         | 1486         | Der Steg wurde in den 1960er Jahren erstellt. Die Insel ist mit einer Grillstelle ausgestattet. Das Bauwerk befindet sich im national geschützten Flachmoor Nordufer Heidsee. |
| | Schlossbrücke                         | Schlossinseli      | Mauensee           | Mauensee (Lage)           | Strassenbrücke (einspurig)  | Balkenbrücke    | Stahl       | 60         | 505          | Die Eisenbrücke wurde im 19. Jh. erstellt. Die private Zufahrtsbrücke mit abschliessbarem Tor hat eine Kopfsteinpflaster-Fahrbahn. Seit 1998 sind das Schloss und die Insel im Besitz der Familie Sigg. |
| | Strandweg-Steg                        | Grunderinseli      | Thunersee          | Thun (Lage)               | Fussgängerbrücke            | Balkenbrücke    | Stahl Holz  | 39         | 558          | Der Steg wurde 2017 erstellt, ersetzte eine Brücke von den 1970er Jahren. Das Bauwerk verbindet das Thuner Lachen-Quartier mit der Insel. Auf der Insel befinden sich ein Grillhaus mit vier Feuerstellen und mehreren Picknicktischen. Jeweils im Sommer findet das Bluegrass Festival statt. |
| | Altstad-Steg                          | Altstadinsle       | Vierwaldstättersee | Meggen (Lage)             | Fussgängerbrücke            | Balkenbrücke    | Stahl       | 55         | 434          | Die mittelalterliche Burgruine auf der Insel ist denkmalgeschützt. |
| | Inselweg-Brücke                       | Hurden             | Zürichsee          | Hurden (Lage)             | Strassenbrücke (zweispurig) | Balkenbrücke    | Beton       | 20         | 406          | Allgemeines Fahrverbot: Befahren und Parkieren auf dieser Privatstrasse verboten, ausgenommen die Mieter und Pächter dieser Grundstücke der Korporation Pfäffikon. Die Brücke befindet sich beim Hafen Seefeld. Durch den Kanaldurchstich in 1943 wurde Hurden eine Insel, die vom Festland abgeschnitten ist. |
| | Brücke beim Hurdnerwäldli             | Insel in Pfäffikon | Zürichsee          | Pfäffikon (Lage)          | Strassenbrücke (einspurig)  | Bogenbrücke     | Holz        | 10         | 406          | Private Brücke mit abschliessbarem Eingangstor. Zufahrt zum Gebäude Hurdnerwäldlistrasse 48. |
| | Hurdnerwäldlistrasse-Brücke           | Insel in Pfäffikon | Zürichsee          | Pfäffikon (Lage)          | Strassenbrücke (zweispurig) | Balkenbrücke    | Beton       | 21         | 406          | Allgemeines Fahrverbot: Unberechtigten ist das Befahren der Hurdnerwäldlistrasse verboten Sackgasse Höchstgeschwindigkeit 30 km/h Die Brücke befindet sich bei der Marina Hurdnerwäldli. |
| | Hechtweg-Brücke                       | Insel in Pfäffikon | Zürichsee          | Pfäffikon (Lage)          | Strassenbrücke (zweispurig) | Balkenbrücke    | Beton       | 22         | 406          | Allgemeines Fahrverbot: Unberechtigten ist das Befahren des Hechtweges verboten Sackgasse Höchstgeschwindigkeit 50 km/h Die Brücke befindet sich bei den Bootsplätzen Silos. |
| | Hafenweg-Brücke                       | Insel in Pfäffikon | Zürichsee          | Pfäffikon (Lage)          | Strassenbrücke (zweispurig) | Balkenbrücke    | Beton       | 21         | 406          | Fahrverbot für Motorwagen, Motorräder und Motorfahrräder: Unberechtigten ist das Befahren des Hafenweges verboten Sackgasse Höchstgeschwindigkeit 60 km/h Die Brücke befindet sich beim Motorboothafen. |
| | Saffainsel-Brücke («Blaue Brücke»)    | Saffainsel         | Zürichsee          | Zürich-Wollishofen (Lage) | Fussgängerbrücke            | Bogenbrücke     | Beton       | 34         | 406          | Der Übergang wurde 1958 für die Schweizerische Ausstellung für Frauenarbeit 1958 erstellt. Die Brücke verbindet die Landiwiese am linken Seeufer in Wollishofen mit der künstlich aufgeschütteten Saffainsel. Die «Frauen-Insel» ist das ganze Jahr über frei zugänglich und gerade in den Sommermonaten ein beliebtes Bade- und Naherholungsziel. Metallpoller dienen als Durchfahrtssperre. |